# Lijst van burgemeesters van Ridderkerk
Dit is een lijst van burgemeesters van de Nederlandse gemeente Ridderkerk in de provincie Zuid-Holland.
| Ambtsperiode | Naam burgemeester                   | Partij of stroming | Bijzonderheden                                                 |
| ------------ | ----------------------------------- | ------------------ | -------------------------------------------------------------- |
| 1810-1813    | mr. Otto Paulus Groeninx van Zoelen | orangist           | maire                                                          |
| ...          |                                     |                    |                                                                |
| 1822-1837    | J.J. de Reus                        |                    |                                                                |
| 1838-1849    | Reinier Hendrik van der Wayfort     |                    |                                                                |
| 1850-1861    | Hendrik Willem Metman               |                    |                                                                |
| 1861-1904    | L. Kruijff Lz                       |                    | was eerder burgemeester van Schipluiden                        |
| 1905-1923    | Jan Gerrit de Zeeuw (1865-1931)     |                    |                                                                |
| 1923         | Pieter Leonard de Gaay Fortman      | ARP                |                                                                |
| 1923-1935    | J.W. Klein                          |                    |                                                                |
| 1935-1942    | J.H. Crezée                         | ARP                | door de bezetter ontslagen                                     |
| 1942-1945    | J.A. Kattenbusch                    | NSB                |                                                                |
| 1945-1949    | J.H. Crezée                         | ARP                |                                                                |
| 1950-1959    | Albertus Marinus Nieuwenhuisen      | ARP                | voordien burgemeester van Schoonhoven 1932-1950                |
| 1959-1970    | Cornelis Jan van der Hoeven         | ARP                |                                                                |
| 1971-1990    | Kees Jansen Verplanke               | ARP / partijloos   |                                                                |
| 1990-1994    | Harm Bruins Slot                    | CDA                | was burgemeester van Zeewolde, werd burgemeester van Apeldoorn |
| 1994-2004    | Jan Waaijer                         | CDA                | werd burgemeester van Zoetermeer                               |
| 2004         | Boelhouwer van Wouwe                | CDA                | waarnemend                                                     |
| 2004-2009    | Jon Hermans-Vloedbeld               | VVD                | tot 14 december 2009, werd burgemeester van Almelo             |
| 2009-2010    | Stefan Hulman                       | VVD                | waarnemend                                                     |
| 2010-2023    | Anny Attema                         | PvdA               | waarnemend per 1 oktober 2022                                  |
| 2023-heden   | Marco Oosterwijk                    | SGP                | vanaf 15 mei 2023                                              |